# مارسين شرودر
مارسين شرودر (بالبولندية: Marcin Schroeder)‏ هو رياضياتي بولندي، ولد في 10 يناير 1953 في فروتسواف في بولندا.

## وصلات خارجية
- الموقع الرسمي